# Lichtentanne
Lichtentanne település Németországban, azon belül Szászország tartományban. Lakosainak száma 6026 fő (2023. december 31.).

## Népesség
A település népességének változása:
| Lakosok száma | 6558 | 6512 | 6441 | 6177 | 6129 | 6026 |
|               | 2016 | 2017 | 2019 | 2021 | 2022 | 2023 |